# Resurrection Band
Resurrection Band, auch bekannt als Rez Band oder REZ, ist eine Hardrock-/Blues-Band aus Chicago, USA. Sie gehören zu den bekanntesten Vertretern der Contemporary-Christian-Music-Szene, alle Mitglieder sind Teil der Jesus-People.

## Bandgeschichte
Gegründet wurde REZ Anfang der 1970er Jahre von Glenn Kaiser. Anfang der siebziger Jahre erinnerte ihr Sound an Bands wie Led Zeppelin und Jefferson Airplane. In den 1980er Jahren verlegten sie sich mehr auf Hardrock, ähnlich dem Stil von Van Halen. Als eine der ersten der Contemporary-Christian-Music-Szene veröffentlichten sie ein Musikvideo, welches auch auf MTV zu sehen war. In den 1990er Jahren veränderte sich ihre Musik in Richtung moderner Blues-Rock.
Im Mittelpunkt ihrer Veröffentlichungen und zahlreichen Livekonzerten, die sie auch nach Europa führten, stand immer die Verkündigung ihres Glaubens.
Im Juli 2000 löste sich die Band aufgrund der vielen anderen Aktivitäten der Mitglieder auf. Sänger und Gitarrist Glenn Kaiser gründete gemeinsam mit Bassist Roy Montroy und Schlagzeuger Ed Bialach die Bluesrock-Band Glenn Kaiser Band.

## Diskografie (Auswahl)
- All Your Life, 1974 Kassette
- Music To Raise The Dead, 1974 Kassette
- Awaiting Your Reply, 1978 Album
- Rainbow's End, 1979 Album
- Colours, 1980 Album
- Mommy Don’t Love Daddy Anymore, 1981 Album
- D.M.Z., 1982 Album
- Best Of Rez, 1984 Compilation
- Live Bootleg, 1984 Live-Album
- Hostage, 1984 Album
- Between Heaven ‘N Hell, 1985 Album
- Compact Favorites, 1988 Compilation
- Silence Screams, 1988 Album
- Innocent Blood, 1989 Album
- Civil Rites, 1991 Album
- XX Years Live, 1992 Live-Album
- Reach Of Love, 1993 Album
- The Light Years, 1995 Compilation
- Lament, 1995 Album produziert von Ty Tabor von King’s X
- Ampendectomy, 1997 Unplugged Best-of-Album